# Hwanung

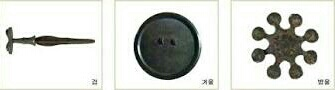
Sceau d'amulette céleste (천부인; 天符印)

Hwanung (환웅; 桓雄) est un personnage important dans les récits mythologiques de Corée. Il joue un rôle central dans l'histoire de Dangun Wanggeom (단군왕검; 檀君王俭), le fondateur légendaire de Gojoseon, premier royaume de Corée.
Hwanung est le fils de Hwanin (환인; 桓因), « le Seigneur du Ciel ». Hwanung aspirait à vivre sur la terre dans les vallées et les montagnes. Hwanin permit à Hwanung et à de ses 3000 partisans de descendre sur les monts Baekdu, qui s'appelaient alors les monts Taebaek (태백산; 太伯山), où Hwanung fonda Shinshi (신시; 神市, « Cité de Dieu »). Parallèlement, il a institué des lois et des codes moraux et a enseigné différents arts, la médecine et l'agriculture aux hommes.
Un tigre et un ours qui vivaient dans une grotte prièrent Hwanung de les transformer en hommes. Après avoir entendu leurs prières, il leur a donné 20 gousses d'ail et un paquet d'armoise, leur ordonnant de ne manger que cette nourriture sacrée et de rester hors de la lumière du soleil pendant 100 jours. Le tigre renonça à peu près au bout de vingt jours et sortit de la grotte. Toutefois, l'ours resta et fut transformé en femme.
L'ours-femme, Ungnyeo (웅녀; 熊女) exprima sa reconnaissance par des offrandes à Hwanung. Toutefois, elle n'avait pas de mari, et devint triste. Elle pria sous un arbre de bois de santal pour avoir la chance d'avoir un enfant. Hwanung, ému par ses prières, la prit pour sa femme, et bientôt elle donna naissance à un fils, qui fut nommé Tangun.